# Maoritomella multiplex
Maoritomella multiplex é uma espécie de gastrópode do gênero Maoritomella, pertencente a família Borsoniidae.